# 科尔德叙谢勒
科尔德叙谢勒（法語：Cordes-sur-Ciel，法語發音：[kɔʁd syʁ sjɛl]，意为“空中的科尔德”）是法国奧克西塔尼大區塔恩省的一个市镇，属于阿尔比区。

## 地理
科尔德叙谢勒（44°3'48"N, 1°57'10"E）面积8.27 平方千米，位于法国奧克西塔尼大區塔恩省，该省份为法国南部内陆省份，北起顺时针与阿韦龙省、埃罗省、奥德省、上加龙省和塔恩-加龙省接壤。
与科尔德叙谢勒接壤的市镇（或旧市镇、城区）包括：阿马朗、布尔纳泽勒、莱卡巴讷、利弗尔卡泽勒、穆齐耶伊帕南、圣马塞尔-康普、苏埃勒。

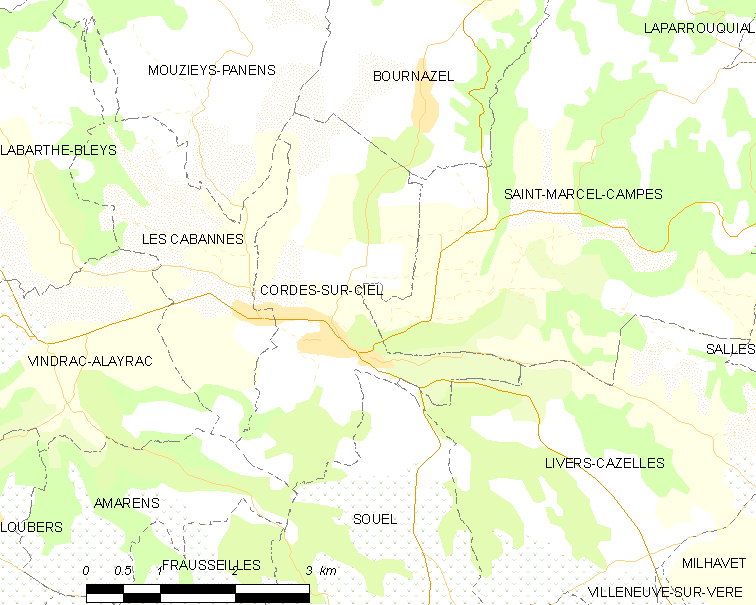
科尔德叙谢勒的OSM定位图

科尔德叙谢勒的时区为UTC+01:00、UTC+02:00（夏令时）。

## 行政
科尔德叙谢勒的邮政编码为81170，INSEE市镇编码为81069。

## 政治
科尔德叙谢勒所属的省级选区为卡尔莫第二县。

## 人口

1962-2008年间科尔德叙谢勒人口变化图示

科尔德叙谢勒于2022年1月1日时的人口数量为847人。